# Exilio político latinoamericano

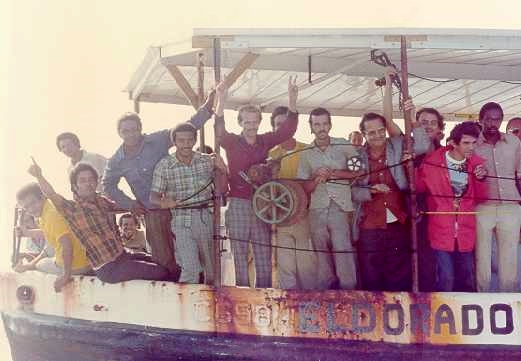
Cubanos exiliados durante el Éxodo del Mariel.

El golpe de Estado en Guatemala de 1954 inaugura en América Latina un periodo histórico donde el exilio político crece exponencialmente. No era una situación nueva ya que, durante los siglos XVIII y XIX, la expulsión y destierro de individuos había sido una constante en América Latina, que se mantuvo durante el siglo XX. Influyeron notablemente la Guerra Fría, el anticomunismo, la Revolución cubana, la Contención y la ejecución de la Doctrina de la Seguridad Nacional. Asimismo, la injerencia de los Estados Unidos a través de la CIA y el FBI fue clave en el apoyo a dictaduras, además de la persecución y vigilancia de perseguidos políticos, miembros de partidos comunistas o de organizaciones guerrilleras. Por otro lado, conviene mencionar la persecución de los opositores a los regímenes socialistas instaurados en la región, el caso más relevante es el exilio cubano con más de un millón fuera de su país. 
Los golpes de Estado, la violencia política y el terrorismo llevaron a miles, forzosa o voluntariamente, hacia el exilio al temer por sus vidas o las de sus familiares. En el caso de quienes participaron de partidos políticos o movimientos sociales, la salida estuvo acompañada por la continuidad de la militancia al exterior o por la derrota y la reflexión sobre la misma. La experiencia les puso en contacto con sociedades, culturas, prácticas y experiencias históricas que, en algunos casos, sirvieron como modelo o inspiración para organizar el derrocamiento de las dictaduras o restaurar la democracia en sus países de origen.
En la actualidad (siglo XXI) se presentó el exilio más importante de la historia latinoamericana. Este proceso ocurrió en Venezuela, y es un caso especial, debido a que los que huyeron fueron los ciudadanos (más de 6.000.000), a raíz de la crisis humanitaria e institucional por parte de la Revolución bolivariana instalada en 1999 y actualmente dirigida por Nicolás Maduro líder del Partido Socialista Unido de Venezuela.

## Antecedentes (siglosXVIIIyXIX)
El origen del exilio político se remonta al siglo XVIII con la expulsión de los miembros de la orden de la Compañía de Jesús de los territorios de las coronas de Portugal, Francia y España. El motivo de esta política se debía a la gran influencia que tenían la orden dentro de las altas esferas de las monarquías, su rechazo a programas reformistas, la política regalista, el poder económico que tenían en ciertas provincias americanas y su hegemonía en instituciones educativas. La Guerra Guaranítica y el libelo Historia de Nicolás I rey de Paraguay fueron factores detonadores de la expulsión en Portugal a instancias de Sebastiao Jose Carvalho y Melho, Marqués de Pombal. A ello siguió la expulsión de la orden de Francia y luego de los dominios de la Pragmática Sanción de 1767. Producto de la expulsión, muchos miembros de la orden de origen americano debatieron los argumentos de filósofos ilustrados que demeritaban y condenaban las Indias. 
Asimismo las guerras de independencia hispanoamericanas (1810-1830) derivaron en expulsiones de patriotas –como Simón Bolívar— y realistas. A lo largo del siglo XIX los procesos de construcción estatal y nacional generaron múltiples exilios a causa de guerras entre proyectos políticos opuestos (federalismo, centralismo, unitarismo, liberalismo y conservadurismo) y élites políticas (regionales y provincianas), así como rebeliones, dictaduras y caudillismo. 
Un elemento central en los exilios latinoamericanos fue la oposición política de élites criollas, comerciantes, militares, intelectuales e individuos de los sectores populares. Las diversas experiencias que estos individuos tuvieron en el exterior les permitieron relacionarse con otros exilados, crear movimientos políticos o dejar la impronta de sus experiencias en la cultura de los países que les acogieron.
En el Cono Sur la participación en movimientos políticos opositores a los regímenes conservadores dio por resultado guerras y revoluciones que derivaron en la salida de varios intelectuales. Benjamín Vicuña Mackenna fue un destacado político e intelectual que tuvo que salir de Chile a causa de su participación en contra del régimen conservador. Asimismo el rechazo a la dictadura de Juan Manuel de Rosas en Argentina derivó en la salida de varios opositores de la llamada Generación del 37, como Juan Bautista Alberdi, que buscaron refugio en Montevideo, a la postre sitiada por Rosas. Por otra parte, la adscripción a los proyectos federales o unitarios lanzó al exilio en Chile a personajes tan opuestos como el intelectual Domingo Faustino Sarmiento y el caudillo Ángel Vicente Peñaloza «El Chacho». 
En el Caribe, independentistas cubanos y puertorriqueños, como José Martí y Ramón Emeterio Betances, buscaban romper los lazos con España. En el exilio estos tomaron contacto y recibieron apoyo de élites comerciales y políticas ligadas al liberalismo de Centroamérica, México y Colombia. Un lugar privilegiado que estos exiliados tuvieron fue Estados Unidos, en donde destacaron como periodistas, como fue el caso de Martí. Producto de esas experiencias fue la creación de una herencia cultural e intelectual destacada, como los artículos periodísticos de Martí o bien la creación del Himno nacional de Guatemala de la pluma del poeta cubano José Joaquín Palma. Tal dinámica tuvo como consecuencia la creación de movimientos de independencia en Puerto Rico con el Grito de Lares en 1868, la Segunda República Dominicana y la guerra de Independencia cubana de 1895, en la que Martí perdió la vida.
En la medida que el liberalismo permitió la consolidación de los estados latinoamericanos por el influjo del liberalismo y la agroexportación, en la mayoría de países se instauraron regímenes políticos de corte autoritario y dictatorial. La oposición política a los mismos produjo importantes exilios, que en al exterior de sus países se organizaron en contra de los autócratas. El caso del mexicano Francisco I. Madero en Estados Unidos es paradigmático en ese sentido.

## La condición humana
El exilio es una forma de marginación política institucionalizada en la historia de Latinoamérica. Dicha práctica ha sido recurrente para eliminar individuos o grupos de personas del medio social de un país o conjunto de países. En muchos casos ha producto de la oposición a un régimen determinado o por las políticas que estos han implementado. La experiencia del exilio permite recordar, idealizar o criticar el lugar de origen. Por otra parte el individuo crítica pera a la vez integra el lugar de recepción a sus parámetros culturales. 
Es una vivencia personal y colectiva. Las experiencias son analizadas y entendidas transformando expectativas, ideas y paradigmas. La interrelación con individuos con intereses e ideologías similares transforma el capital cultural del individuo modificando su criterio y prejuicio. La dinámica colectiva contribuye, además, a reafirmar ideas o intercambiar experiencias, sobre todo con connacionales.
El tránsito facilita crear conexiones y alianzas con residentes del país de refugio creando lazos basados en la amistad, relaciones de pareja y hasta familiares. Es gracias a estas prácticas que se articulan redes transnacionales. La adscripción a una determinada logia, nacionalidad, proyecto político, ideología o movimiento permitieron armar redes con el fin de transformar los regímenes políticos que les expulsaron.

## El asilo político
En términos de derecho internacional la figura del asilo político fue retomada por perseguidos políticos enviados al exilio para solicitar refugio en naciones vecinas o democráticas. El primer tratado al respecto se signó en La Habana, Cuba en el marco de la Sexta Conferencia Internacional Americana de 1928 en La Habana, Cuba  A esta siguió la de Asilo Político (Montevideo, 1933), Asilo Territorial,  Asilo Diplomático (Caracas, 1954).
Al suscitarse golpes de estado y persecución política el refugio en embajadas fue un recurso común. En estas situaciones el rol de los embajadores fue crucial para defender el derecho de asilo de los perseguidos. En el caso de Guatemala el régimen anticomunista fue un valladar difícil de sortear. En Chile, Argentina y Uruguay, el respeto a los reglamentos sobre asilados se respetó en general No obstante hubo atentados en algunas embajadas por paramilitares, en otras ocasiones los gobiernos introdujeron medidas de excepción.

## Las dictaduras militares de América del Sur
Desde 1954 Alfredo Stroessner se había erigido como dictador de Paraguay. Sin embargo el golpe de Estado en Brasil de 1964 inauguró una sucesión de dictaduras militares que se ciñeron a la doctrina de seguridad nacional. La intensificación de la tensión política y la adopción de “técnicas antisubversivas” aplicadas por el ejército francés en guerra de Indochina y guerra de Independencia de Argelia caracterizó los regímenes militares instaladaos en el Cono Sur.  Asimismo es necesario señalar que estas dictaduras se coordinaron en la vigilancia, persecución, tortura y ejecución de opositores en el marco de la Operación Cóndor  auspiciada por Estados Unidos, aun cuando tuvieron sus desavenencias entre sí.

### Paraguay
El régimen de Alfredo Stroessner dictador desde 1954, ejerció una política represiva y anticomunista orientada a la eliminación de cualquier oposición política e insurgencia que duró cerca de 34 años. Fue simpatizante de la dictadura de Adolf Hitler y otras dictaduras como las de Augusto Pinochet y Anastasio Somoza Debayle y a quien concedió asilo político. Como otras dictaduras, su régimen aplicó mecanismos represivos como la tortura, el secuestro y el asesinato político.
Debido al carácter del régimen muchos opositores paraguayos se exiliaron. Estos individuos fueron vigilados por el gobierno aun en el exilio, al ser considerados como una amenaza. Para ejercer esta vigilancia la dictadura se valió de agentes, conocidos como pyragües, que les seguían y se coordinaban con los consulados.
La mayoría de exilados eran intelectuales o miembros del Partido Colorado y del Movimiento Popular Colorado (Mopoco) creado en 1959 en oposición al dictador. Estos último al ser expulsados en 1960 se refugiaron en Argentina donde una facción del movimiento creó la Asociación Nacional Republicana en el Exilio y la Resistencia (ANRER).
Entre el 2 y 3 de febrero de 1989, el general Andrés Rodríguez encabezó un golpe de Estado que derrocó la dictadura y le posicionó como presidente hasta 1993. El golpe tuvo el apoyo de la Iglesia católica, la oposición al régimen y el gobierno de Estados Unidos. Al igual que sucedería en Centroamérica, era necesario sentar las bases de un régimen político abierto a fin de facilitar la políticas de libre mercado. Al caer la dictadura Julio César Frutos, en representación de la Junta de Gobierno declaró lo siguiente:

Todos los exiliados y expulsados del país, sin restricción alguna, en estos momentos pueden regresar al país, con todas las garantías que ofrece el nuevo gobierno provisorio.

Algunos exiliados destacados que regresaron a Paraguay fueron los siguientes:
| Nombre                      | Ocupacíon                      | País de Exilio | Duración del Exilio |
| --------------------------- | ------------------------------ | -------------- | ------------------- |
| Juan António de la Vega     | Sacerdote Jesuita              |                |                     |
| Augusto Roa Bastos          | Escritor                       | Francia        | 7 años              |
| Rubén Barreiro Saguier      | Escritor                       | Francia        | 16 años             |
| Osvaldo Chaves              | Dirigente del Partido Colorado |                | 31 años             |
| Emilio Reynald              | Miembro del MOPOCO             |                | 31 años             |
| Enrique Giménez             |                                | Argentina      | 40 años             |
| Quintín González Hermosilla | Dirigente del Partido Colorado |                |                     |
| Rubén Duarte Oviedo         | Dirigente del Partido Colorado |                |                     |
| Basilio González            | Sindicalista                   |                |                     |

### Brasil
El 31 de marzo de 1964 tuvo lugar el golpe de Estado, contra el presidente João Goulart, dirigido por el general Olímpio Mourão Filho con apoyo del gobierno de los Estados Unidos. El 15 de abril inició la dictadura militar, encabezada por Humberto de Alencar Castelo Branco que duró hasta 1985. El movimiento fue apoyado por la burguesía comercial terratenientes, gobernadores, militares y sectores de la clase media, que temían que João Goulart instaurara un "gobierno comunista". 
La experiencia del exilio brasileña tuvo tres fases. La primera inició con el golpe de 1964 hasta el derrocamiento de Salvador Allende en Chile.  La segunda fue una diáspora donde los brasileños migraron a otros países especialmente europeos. La tercera que expande la migración hacia África.
Este exilio consistió en dos generaciones. La primera conformada por quienes fueron perseguidos por sus actividades políticas e intelectuales o por su oposición a la dictadura. Destacan miembros del Partido Trabalhista Brasileiro y el Partido Comunista de Brasil, sindicalistas, miembros de la burocracia (ministros, burócratas, diputados, gobernadores, jueces), líderes estudiantiles, campesinos y obreros, miembros del ejército, e intelectuales.  La segunda, comprendía a jóvenes simpatizantes de movimientos revolucionarios (revolución cubana) o culturales (feminismo, estudiantiles, artísticos etc.)
Los principales países a los que se dirigieron los exiliados o banidos brasileños fueron Chile, Uruguay, México, Cuba, Canadá, Argelia, Portugal, Suecia, Francia.  Para llegar a dichos países se valieron, como casos similares, diferentes estrategias. El asilo, el recurso de arribar como inmigrantes o turistas en caso de contar con pasaportes.  Entre 5000 y 10 000 brasileños abandonaron su país desde 1964, cantidad menor que la de otros países latinoamericanos.

### Uruguay
A finales de la década del Uruguay experimentó un paulatino y sostenido proceso de deterioro social e institucional que inició con la crisis económica de 1954. Durante la década de 1960 aparecen movimientos guerrilleros como el Movimiento de Liberación Nacional-Tupamaros (MLN-T) al tiempo que la extrema se organiza en «escuadrones de la muerte» y la Juventud Uruguaya en Pie. La violencia política se intensifica. El estado persigue y captura a los líderes tupamaros en 1972. Inicia así el exilio político uruguayo. El primer lugar de destino son países vecinos como Argentina o Chile, sobre todo luego del triunfo de la Unidad Popular con Salvador Allende a la cabeza. Allí residieron entre 2000 y 3000 exilados hasta el golpe de Estado del 11 de septiembre de 1973. Una parte de los exilados se amparan en embajadas, como la mexicana, o en el Alto Comisionado de las Naciones Unidas para los Refugiados. Otros se vuelven hacia Argentina.  
Ese año el presidente uruguayo, Juan María Bordaberry, con el apoyo de las fuerzas armadas instauran una dictadura cívico-militar. El régimen anula cualquier tipo de oposición política contraria al régimen e impone un estricto régimen de censura. Muchos se asilan en embajadas de México (400 aproximadamente) Costa Rica, Perú, Ecuador, Colombia y Venezuela. 
Entre 1962 y 1981 un estimado de entre 28 y 65 mil habitantes emigra de Uruguay por motivos políticos. Los cálculos del ACNUR indican cerca de 6020 refugiados políticos. Fuentes privadas lanzan entre 250 y 300 emigrantes entre 1968 y 1985.
En México hubo cerca de entre 2500 y 3000 exilados. En general se integraron a la sociedad mexicana a través de sus oficios, sus profesiones o como académicos.
Las principales organizaciones exiladas fueron el Partido Comunista de Uruguay, el MLN-T, El Grupo de Acción Unificadora, el Movimiento de Independientes 26 de Marzo y el Partido Obrero Revolucionario. Los más afectados fueron los tupamaros entrar en desintegración. Algunos de estos llegaron a Cuba entre 1972 y 1974. Fueron ubicados bien en colonias de las ciudades cubanas o en centros de adiestramiento político-militar. Las relaciones entre el Partido Comunista de Cuba y los tupamaros fueron frías en dichos años. En Cuba los exilados se comprometieron a aislar la dictadura, y algunos participaron en la Revolución Sandinista o en Argelia, Mozambique o Angola como médicos y profesionales.
A Venezuela arribaron cerca de 8000-9000 exilados. En su gran mayoría fueron matemáticos. Se Radicaron en Isla de Margarita, Maracaibo, Valencia y Caracas. 
En el caso europeo Francia fue uno de los primeros destinos de los exilados políticos. Allí miembros del MLN-T crearon redes de solidaridad política, de apoyo financiero y su modelo organizacional fue inspiración de otros movimientos insurgentes en Europa como la Fracción del Ejército Rojo, las Brigadas Rojas y Acción Directa. Destaca el papel del anarquista español Lucio Urtubia, que fabricó pasaportes, dinero y cheques de viajero falsos para apoyar a dichos movimientos. 
En España se asentaron en Madrid y Barcelona. Se denunció la dictadura a través de campañas de información. La experiencia de la Transición Española tuvo una impronta importante entre los exilados. Cerca de 2000 llegaron Suecia fue otro país de asilo para tupamaros luego del viraje cubano. Radicaron en Lund, Malmö, Gotemburgo, Estocolmo, Uppsala, Växjö, Karlskrona y Kalmar. Menos de cien estuvieron en Suiza, además de país de refugio fue lugar de gestión, de lobbies.
Cerca de 150 exilados del PCU se radicaron en la URSS. Participaron en la Unión Internacional de Estudiantes y la Federación Sindical Mundial. Miembros de segundo rango radicaron en Bulgaria, Cottbus en la República Democrática Alemana, Checoslovaquia, Györ en Hungría, Ucrania y Uzbekistán. 
En el exilio las redes políticas que facilitaron el exilio político también fueron aprovechadas para fines laborales. Asimismo, las relaciones afectivas eran más fuertes que las divisiones político-ideológicas.

El entramado de vínculos afectivos y solidarios supera en mucho las relaciones y las decisiones orgánicas.’

Las distintas experiencias de exilio construyeron y consolidaron nichos. A pesar de las diferentes experiencias se logró colaboración por puntos en común. Ello permitió que el Frente Amplio fuese una fuerza política tanto al exterior como al interior de Uruguay. Ello no fue fácil. Hubo varias reuniones para acordar lineamientos. La primera fue en 1976 en Caracas, la segunda en México en 1977. Ese mismo año en Berlín logró reunirse el Frente Amplio entre marzo y octubre logrando articular estrategias. En 1980 en la sede de la ONU en Nueva York se oficializa el Acuerdo Convergencia Democrática en Uruguay. 
Esa experiencia permitió hacer confluir los distintos exilios generando discusión, proyectando la presencia del exilio y resonancia que generó consensos. Resta decir que un elemento clave fueron las Jornadas de la Cultura Uruguaya en el exilio donde participaron, entre otros, Mario Benedetti, Eduardo Galeano, Daniel Viglietti y Alfredo Zitarrosa. 
Al iniciar la década de 1980 la dictadura pierde terreno político paulatinamente. El 1 de marzo de 1985 el gobierno retorna a los civiles a la cabeza de Julio María Sanguinetti Con ello inicia el proceso de retorno de los exilados uruguayos, a excepción de aquellos que radicaron en los países que les guarecieron.

### Chile
El 11 de septiembre de 1973, los comandantes de las Fuerzas Armadas, dirigidos por  Augusto Pinochet  instancias del ejecutaron un Golpe de Estado en Chile de 1973 al gobierno constitucional del presidente socialista Salvador Allende. Como en casos anteriores, el gobierno norteamericano dirigido por el presidente Richard Nixon y su secretario de estado Henry Kissinger tuvo un importante papel en el evento, por no mencionar el apoyo de la burguesía chilena. Pinochet inició así un régimen que implantó una dictadura militar que duró 17 años. 
La persecución política fue inmediata siendo ejecutada una agenda de terrorismo de Estado. Adherentes del gobierno depuesto, miembros de la Unidad Popular, poblaciones populares como La Legua, La Victoria, San Ramón fueron perseguidos. Miles de personas fueron arrestadas y conducidas al Estadio Víctor Jara y luego al Estadio Nacional de Chile donde cientos fueron ejecutados como Víctor Jara. Entre los que lograron partir al exilio están aquellos que lograron salir de centros de detención clandestina, como Villa Grimaldi. Muchos partieron por temor a la represión, a perder sus trabajos o por la posibilidad de hacer una nueva vida lejos de la dictadura.
Los exilados pueden dividirse en dos grupos de acuerdo a los mecanismos utilizados para salir. Primero aquellos que solicitaron asilo en las embajadas diplomáticas donde tramitaron su salida al país donde se refugiaron. El segundo fueron aquellos que “por pasar experiencias represivas más largas o vivir lejos de Santiago, donde se ubican las embajadas, salieron más tarde o huyeron a otros países”. Los más escaparon con visas de turistas o estudiantes y gestiones de organizaciones humanitarias o políticas.  Algunas veces, a pesar de estar en embajadas, los asilados esperaron meses,  incluso años, para obtener los salvoconductos, otorgados por la Junta Militar, para abandonar el país. 
Escritores, reporteros, artistas, intelectuales, adherentes de la Unidad Popular, militantes de los partidos de izquierda, miembros del Movimiento de Izquierda Revolucionaria (MIR) fueron los más perseguidos por la dictadura. Destacan en el exilio Hortensia Bussi, viuda de Salvador Allende (exiliada en México), Carlos Altamirano Orrego, Secretario General del Partido Socialista de Chile (PS), Orlando Millas, exministro de Hacienda y Economía, (Praga), José Oyarce, Mireya Baltra, (Holanda-Checoslovaquia-Cuba) .
Se calcula entre 200 000 y 500 000 el número de chilenos que abandonaron su país. Equivalente al 2% y 5% de la población total de Chile para 1982.  Sus principales lugares de destino fueron: México, Francia (Entre 1973 y 1974 recibió 1075 refugiados), Italia, Suiza, Moscú y en menor medida en la República Checa. A esta última miembros del partido comunista le criticaron que "a diferencia de otros países socialistas, prestó a Chile solamente apoyo verbal".

### Argentina
El golpe de Estado militar del 24 de marzo de 1976  inauguró el gobierno militar, bajo el nombre de Proceso de Reorganización Nacional. Este duró hasta 1983 donde destacaron como dictadores Pepito Roberto Eduardo Viola, Carlos Alberto Lacoste y Leopoldo Fortunato Galtieri. La junta militar se instaló para reprimir drásticamente la oposición de izquierda que se había desarrollado en el país, especialmente el ERP, Montoneros entre otros. 
Por otro lado, desde 1946, Argentina estaba viviendo un clima de extrema tensión debido a la violencia inconmensurable de los grupos de izquierda como ERP y Montoneros ( Subversión o guerrilla) que atentaban contra el orden público, propiedades privadas, públicas y contra las autoridades que intentaban calmar la extrema violencia.
Niños, ciudadanos, funcionarios públicos fueron víctimas de los brutales atentados realizados por la subversión.
El 29 de mayo de 1970, el presidente de Facto Pedro Eugenio Aramburu, fue secuestrado por Montoneros, quienes fueron los encargados de ejecutarlo sin piedad y causando conmoción en la población. Luego de este suceso, secuestraron su cadáver para presionar al gobierno constitucional de Perón.
Otro suceso a manos de estos movimientos fue uno de los acontecimientos más abominables que sucedieron en el país, que fue la conocida Masacre de Ezeiza a manos de estos movimientos. El 20 de junio de 1973, Juan Domingo Perón regresaba a la Argentina luego de su exilio de 18 años, donde era el Aeropuerto de Ezeiza en donde aterrizaría, momento en el cual se desató un atentado entre organizaciones armadas irregulares del Peronismo. 
Este atentado dejó como saldo a 13 muertos y 365 heridos, entre ellos, ciudadanos (niños, adultos, mayores de edad) inocentes que esperaban la llegada de su líder. Perón condenó este atentado, generando una brecha de odio entre sus seguidores extremistas y la subversión, desembocando en un caos aún peor, como su fallido asesinato a manos de estos movimientos.
Ese mismo año, como metodología para detener de forma estos actos de terrorismo, se funda la Alianza Anticomunista Argentina (Triple A) gestado por un sector del peronismo, el sindicalismo, la Policía Federal y las Fuerzas Armadas argentinas.
La violencia política, incrementada desde la presidencia de María Estela Martínez de Perón, se exacerbó inaugurando el terrorismo de Estado. Bajo la dictadura militar aproximadamente 30 000 personas fueron secuestradas,  y desaparecidas y expuestas a tortura. 
Éste número se califica como aproximado debido a que están todavía en curso investigaciones que sobre el verdadero número de muertes. Años atrás, un reconocido protagonista de la subversión, admitió públicamente que ese número fue creado con un objetivo, por así decirlo, de marketing para obtener mayores beneficios.
En paralelo se llevó a cabo el secuestro de menores y se provocaron pérdida de empleo y recursos básicos, ostracismo social y el exilio.
Los argentinos que partieron al exilio utilizaron diferentes mecanismos como visas de turistas, o salieron de forma clandestina a estados vecinos para viajar a países seguros. Algunos obtuvieron documentos de refugio por parte de la ONU o de la Cruz Roja Internacional. Asimismo hubo asilados en embajadas extranjeras donde esperaron salvoconductos que les permitiera abandonar el país de forma segura. En otros casos invocaron el "derecho de opción" mediante el cual los presos políticos elegían exiliarse, aunque este derecho fue suprimido por la Junta Militar.
El número de exiliados argentinos se ha calculado entre 140 000 y 500 000. Estudios más recientes estiman 334 126; el equivalente al 1,07% de la población total en 1975.
Los principales destinos que los exiliados argentinos fueron: Brasil, México (entre 8000 y 10 000) Venezuela (entre 11 000 y 15 000), Cuba, España (entre 20 y 60 000), Italia (entre 14 000 y 20 000), Suecia (aprox. 2200), Francia (entre 2000 y 3000), y en menor medida Alemania Federal, Estados Unidos,  Holanda, Inglaterra e Israel. En este último caso el refugio se logró porque gracias a un fundamento de dicho país era un "espacio nacional concebido como refugio para todos los judíos víctimas de persecución”, en tal carácter acogió a cerca de 400 argentinos de origen judío.

## Los exilios centroamericanos
El exilio político en Centroamérica ha sido recurrente desde el siglo XIX. Entrado el siglo XX, la persecución política de regímenes militares entre 1920 y 1940 produjeron nutridos exilios. Hacia mediados de los años cuarenta, regímenes democráticos cobijaron a exilados o patrocinaron esfuerzos como la Legión del Caribe. El inicio de la Guerra Fría con el el derrocamiento de Jacobo Árbenz Guzmán, la Revolución cubana y la doctrina de Contención y la Doctrina de seguridad nacional acentuó la polarización política y la expulsión de cientos de intelectuales, activistas, guerrilleros, liberales, socialdemócratas de Guatemala, Honduras El Salvador y Nicaragua. Ello se agudizó entre 1970 y 1990 con el apoyo norteamericano. Cuando los regímenes militares fueron denunciados por violaciones a los Derechos Humanos la presidencia de Jimmy Carter recortó su apoyo. Ante esa situación la dictadura militar argentina, Taiwán, Sudáfrica e Israel, entre otros, patrocinaron los regímenes hasta la presidencia de Ronald Reagan
La Revolución sandinista y la Guerra de la Contra, la guerra civil de El Salvador y la Guerra civil en Guatemala y genocidio guatemalteco expulsaron a miles generando una grave situación humanitaria. El exilio político incrementó notablemente en México, Costa Rica, Cuba, América del Norte y Europa. Los procesos de pacificación permitieron el paulatino retorno de los exilados.

### Guatemala
El exilio guatemalteco mantuvo las constantes de la experiencia centroamericana. Opositores a las dictaduras de Manuel Estrada Cabrera y de Jorge Ubico se exiliaron en países vecinos. En los años treinta un importante grupo de opositores políticos e intelectuales se radicó en México contándose Luis Cardoza y Aragón. El inicio del proceso democrático de la Revolución de 1944 permitió el retorno desde el exilio, pero a la vez colaboradores de la dictadura y contrarrevolucionarios salieron del país. 
La intervención norteamericana de 1954, el Golpe de Estado de 1954, la invasión desde Honduras de Movimiento de Liberación Nacional (MLN) y la subsecuente persecución política lanzó a un nutrido grupo de participantes de las reformas sociales y del gobierno de Jacobo Árbenz Guzmán a solicitar asilo político en las delegaciones de México, Argentina, Uruguay, Ecuador, Chile, Costa Rica y El Salvador. Luego de dificultades para obtener los salvoconductos los asilados partieron a esos países. En el caso de México los guatemaltecos recibieron apoyo de antiguos exiliados radicados como residentes. En casos como el argentino, se integraron según sus profesiones y reuniéndose periódicamente entre sí. En Guatemala familiares de los exiliados crearon el "Comité Pro-retorno de exiliados" que gestionó ante al gobierno liberacionista y la Iglesia católica. Ambos no aceptaron el retorno bajo la excusa del anticomunismo.
Posterior a la muerte de Carlos Castillo Armas y bajo el gobierno Miguel Ydígoras Fuentes algunos exilados volvieron a condición de no involucrarse en política. Ello no significó el fin de los exilios políticos, ya que el inicio de la Guerra Civil de Guatemala exilió a reformistas, insurgentes y simpatizantes de la guerrilla. México y Costa Rica fueron los principales destinos al cual se le sumó Cuba y en algunos casos Honduras y El Salvador. Esta situación prevaleció sobre todo en la década de los sesenta durante un ciclo de represión política muy intenso. En los países receptores se crearon organizaciones que denunciaron las campañas contrainsurgentes realizadas por el Ejército de Guatemala y los escuadrones de la muerte.
El volumen de exiliados se redujo a inicios de la década de 1970. Sin embargo al incrementar el terrorismo de Estado se incrementó bajo los gobiernos militares de Carlos Arana Osorio, Kjell Eugenio Laugerud García y Romeo Lucas García. México, Costa Rica y Cuba recibieron a cientos de perseguidos políticos o militantes organizados. Allí recibieron apoyo de exiliados de décadas pasadas junto a redes de colaboración y solidaridad. Otros radicaron en Francia, Italia, Alemania y Noruega; otros en Canadá y Estados Unidos. La Revolución Sandinista de 1979 convirtió Nicaragua en país de refugio para perseguidos políticos.
La represión y persecución a que fueron sometidos los miembros de la diócesis del Quiché llevaron a la formación de la Iglesia Guatemalteca en el Exilio donde se contó a Juan José Gerardi Conedera. Su papel en pos de los desplazados internos y los refugiados en Chiapas fue clave.
La política de tierra arrasada del gobierno del general Efraín Ríos Montt llevó a miles de campesinos y pobladores a buscar refugio en México. Esta situación fue denunciada por los exilados organizados en asociaciones como el Frente Nacional Contra la Represión en México y medios de difusión como Inforpress centroamericana. Los Acuerdos de Paz facilitaron el paulatino retorno de los refugiados y de algunos exilados. La firma de la paz en 1996 permitió el retorno de cientos de exilados políticos, pero otros optaron por radicarse en los países de refugio.

### El Salvador
La coyuntura electoral de 1931, el fraude electoral y el levantamiento campesino en El Salvador de 1932 y su posterior represión en 1932 tuvo como consecuencia el ascenso del general Maximiliano Hernández Martínez. Esta dictadura lanzó al exilio a varios activistas salvadoreños, siendo algunos encarcelados en países vecinos. Otros radicaron en México donde contactaron con partidos políticos en exilio, como los apristas o, en el caso de los Partico Comunista Salvadoreño, con sus homólogos Partido Comunista Mexicano. En el marco de la Segunda Guerra Mundial los centroamericanos exilados fundaron en 1943 la Unión Democrática Centroamérica (UDC), para denunciar las dictaduras de Jorge Ubico, Maximiliano Hernández, Tiburcio Carías Andino, Anastasio Somoza García y el régimen de Teodoro Picado Michalski. 
En mayo de 1944 la “Huelga de brazos caídos” derrocó el régimen de Martínez enviándole al exilio a Guatemala y luego a Honduras. En agosto la reacción de militares y oligarquía restituyó el orden social y político de la dictadura. Ello se tradujo en una nueva oleada de exilios hacia Guatemala, en plena eclosión de la Revolución de 1944. En 1948 el régimen militar es desplazado por un golpe de Estado que llevó al poder al Consejo de Gobierno Revolucionario. Ello permite el retorno de exiliados políticos y su participación en los procesos de reforma política y social. 
En 1960 el proceso termina con el golpe de Estado que deriva en el Partido de Conciliación Nacional(PCN) De 1962 a 1979 se instaura un régimen militar que consolida la Doctrina de Seguridad Nacional que margina nuevamente al Partido Comunista y simpatizantes de la Revolución cubana. En dichas condiciones Cuba se convierte en un lugar de refugio de exilados y, a través de esta, algunos se desplazan hacia Europa del Este como el poeta Roque Dalton. Las redes internacionales facilitan la articulación de las Fuerzas Populares de Liberación Farabundo Martí en 1971.
México, Costa Rica y Venezuela también acogen exiliados salvadoreños. José Napoleón Duarte, candidato presidencial para las elecciones de 1972, se exilia en Venezuela a causa del fraude electoral. La intensificación de la violencia política lleva En 1979 un golpe de Estado depone al general Carlos Humberto Romero e instala la Junta Revolucionaria de Gobierno. Esta dura solo tres meses. En 1980 se conforman tres juntas de gobierno y la tercera integra a Duarte. Ese año incrementa la violencia política. La muerte de monseñor Oscar Romero, la masacre del río Sumpul por fuerzas salvadoreñas y hondureña y la violación y asesinato de cuatro monjas norteamericanas. Asimismo se unifican los mandos insurgentes y octubre se conforma el Frente Farabundo Martí de Liberación Nacional (FMLN). En 1981 se llevó a cabo la Masacre del Mozote a cargo del batallón Atlácatl
La guerra civil de El Salvador (1980-1992) provocó una crisis humanitaria que llevó a miles de salvadoreños a refugiarse en Costa Rica, Honduras, Guatemala y Norteamérica. La labor de exilados políticos en México, Costa Rica, Europa, Canadá y Estados Unidos fue clave para atención internacional sobre la crisis humanitaria. Otras redes, ligadas al FMLN, permitieron el diálogo internacional, la gestión de recursos, el reconocimiento de la “Zona liberada” y los Acuerdos de Paz de Chapultepec. Al finalizar el conflicto en 1992 los refugiados retornaron a El Salvador, aunque no todos los exilados retornaron al ser residentes en los países de refugio. El exilio tuvo una fuerte impronta en el medio artístico.

### Honduras
En Honduras las asonadas, golpes militares y contrainsurgencia marcaron el compás del exilio político. Manuel Bonilla derrocó al presidente Terencio Sierra y con ello muchos liberales hondureños se radicaron en Nicaragua. José Santos Zelaya les apoyó en 1906 y en 1907 derrocaron a Bonilla que salió al exilio.  Entre 1920 y 1923 hubo 17 levantamientos políticos pero la intervención norteamericana procuró mantener la estabilidad política de los gobiernos de turno. De 1929 a 1954 el general Tiburcio Carías Andino es elegido como candidato del Partido Nacional de Honduras (PNH) y se consolida como dictador. Ilegalizó el Partido Comunista de Honduras, instauró un régimen de censura y represión contra la prensa opositora. Instauró un régimen policial gracias al apoyo del dictador Jorge Ubico Castañeda. Entre sus opositores exilados en México se cuentan liberales y comunistas. Luego de las elecciones de 1934 permitió el retorno de liberales. En octubre de 1944 un grupo de exilados invadió desde El Salvador para derrocarle pero el intento fracasó. En 1949 dejó el poder por presión de Estados Unidos de América
Su sucesor Juan Manuel Gálvez tuvo una apertura política posibilitando el retorno de exilados radicados en México, Guatemala y Costa Rica. Durante su régimen el país se convirtió en refugio de la oposición contrarrevolucionaria de Guatemala que en 1954 invadió Guatemala como parte del plan para derrocar a Jacobo Árbenz. En 1956 el presidente Julio Lozano Díaz cierra nuevamente los espacios políticos capturando y exiliando a líderes y miembros del Partido Liberal de Honduras (PLH). El Golpe militar de ese año depone a Díaz y lo envía el exilio. 
Otro golpe militar en 1963 dirigido por el coronel Oswaldo López Arellano exilia nuevamente a miembros del partido liberal, aunque al año siguiente se les otorga amnistía. Menos suerte corrieron miembros de las izquierdas y campesino que a partir de ese momento se exilian. Es en ese marco que se suscita la Guerra de 1969  Cuba acoge a miembros del PCH y de líderes de la nueva izquierda. En 1971 es electo presidente Ramón Ernesto Cruz Uclés por el PNH, pero la crisis económica y social llevan a un nuevo golpe de Estado a cargo de Arellano en 1972. 
En los años ochenta el gobierno militar teme el efecto dominó y realiza elecciones. El presidente Roberto Suazo Córdova, el general Gustavo Álvarez Martínez y el apoyo norteamericano se enfocan a contener el FSLN, al tiempo que se ejecuta, persigue y exilia a opositores políticos y simpatizantes de las guerrillas vecinas. Fue el caso de la Movimiento Popular de Liberación Cinchonero (MPLC) que es rápidamente desarticulado. En 1989, Con el paulatino proceso de pacificación el gobierno de Rafael Leonardo Callejas permite el retorno de exiliados políticos radicados en México, Cuba, Nicaragua, Estados Unidos, Canadá, España, Italia, entre otros.
El último episodio de exilio político en Honduras surgió a raíz del Golpe de Estado en Honduras de 2009 contra el presidente Manuel Zelaya Rosales en 2009. El presidente depuesto volvió finalmente al país, pero líderes del movimiento de oposición al régimen golpista aún viven en exilio político.

### Nicaragua
Los conflictos políticos de Nicaragua desde 1909 y 1912 y la intervención de marines norteamericanos generó un importante exilio político nicaragüense hacia Costa Rica, Honduras, El Salvador y México. La Guerra Constitucionalista de Nicaragua desde 1926, el segundo desembarco de marines, la lucha de Augusto César Sandino entre 1927 hasta 1932 marcaron el ritmo de los acontecimientos. En esos años los exiliados nicaragüenses apoyaron a Sandino creando el Comité ProSandino en 1927 y luego, por mediación del Partido Comunista Mexicano, el comité “Manos Fuera de Nicaragua” (MAFUENIC) contra la intervención norteamericana. Recibió apoyo de varios intelectuales, artistas y diplomáticos mexicanos e internacionales siguiendo el modelo de la solidaridad con Muerte de Sacco y Vanzetti.
El asesinato de Sandino en 1934 precedió al ascenso de Anastasio Somoza García en 1936. Su régimen fue una dictadura personalista que cerró los espacios políticos, a excepción de un breve período de tolerancia durante la Segunda Guerra Mundial. Una nueva oleada de exiliados se radicó en México, pero también en Costa Rica. Miembros del Partido Conservador de Nicaragua como Emiliano Chamorro Vargas se exilaron en 1937 en México, siendo vigilados por el gobierno de Miguel Alemán Valdés por su asociación con otros centroamericanos en la UDC y el [PCM | Partido Comunista Mexicano]]. Otros opositores radicaron en Costa Rica e incluso fueron partícipes de la Guerra Civil de 1948. La Revolución de 1944 en Guatemala convirtió dicho país en lugar de refugio para exiliados nicaragüenses hasta Golpe de Estado en Guatemala de 1954. 
Luego del asesinato de Anastasio Somoza en 1956, sus hijos Luis Somoza Debayle y Anastasio Somoza Debayle asumieron las riendas del poder entre 1956-1967 y 1967-1979 respectivamente. El inicio de la Guerra Fría y la Revolución cubana transformaron las condiciones de exilio. Venezuela y Cuba se convirtieron en países de refugio. Cuba fue clave como respaldo político de la izquierda nicaragüense, en especial para Carlos Fonseca, Santos López Tomás Borge y la dirigencia del futuro Frente Sandinista de Liberación Nacional (FSLN)
Durante el régimen de Anastasio (Tachito) Somoza Debayle la crisis social, económica y política, llevan al cierre de espacios políticos y de censura. Un nutrido grupo de la burguesía se exiló en Estados Unidos. En México y Europa los exiliados de izquierdas realizaron campañas de denuncia contra la dictadura. El asesinato del periodista Pedro Joaquín Chamorro Cardenal en 1978 aceleró los eventos y en julio de 1979 se realiza la “Ofensiva final”. Somoza sale del país rumbo a Guatemala y desde allí al Paraguay gobernado por el general Alfredo Stroessner donde fue ejecutado por el Ejército Revolucionario del Pueblo (Argentina) argentino (ERP) 
La Revolución Sandinista generó el exilio de sus opositores de clase media y burguesía radicados en El Salvador, Guatemala y Miami. Desde se apoyó a campañas contra el gobierno sandinista y los Contras. En la revolución, Nicaragua acoge a perseguidos políticos de Guatemala, Honduras y El Salvador. La pacificación de Centroamérica y la derrota el FSLN en las elecciones de 1990 permitió el retorno exilados y de refugiados asentados en Costa Rica y Honduras.

## Exilados frente a nuevos golpes de estado
Al sucintarse golpes de estado en países escogidos como refugio las políticas de los gobiernos militares respecto a los exilados se modificó teniendo muchos que migrar constantemente.
Desde Chile partieron al exilio cientos de bolivianos, brasileños, uruguayos y argentinos, residentes al momento del golpe, así como individuos de otras nacionalidades.
En Argentina la dictadura militar instaurada en marzo de 1976, puso punto final a la tolerancia que había existido hasta entonces con los exiliados paraguayos, e incluso las fuerzas armadas tomaron parte en el secuestro y repatriación de los exiliados. Por miedo a ser deportados muchos ni siquiera registraron su paradero o situación jurídica.
Varios exiliados uruguayos en Argentina son secuestrado y otros desaparecidos. Se amparan en el ACNUR, la Cruz Roja y el Comité Intergubernamental para las Migraciones Europeas. Aquellos en Brasil de valen de la oficina del ACNUR en Río de Janeiro.

## Testimonios: documentales, programas de televisión

### Chile
- “Les exilés chiliens", en el programa Temps present emitido el 8 de noviembre de 1973 en Suiza (28 min.) |web